# Залісся (Старокостянтинівська міська громада)
Залі́сся — село в Україні, у Старокостянтинівській міській громаді Хмельницького району Хмельницької області. Населення становить 47 осіб. До 2020 орган місцевого самоврядування — Пеньківська сільська рада.

## Історія
7 (20) листопада 1917 року, відповідно до.Третього Універсалу Української Центральної Ради, увійшло до складу Української Народної Республіки.
12 червня 2020 року, відповідно до розпорядження Кабінету Міністрів України № 727-р «Про визначення адміністративних центрів та затвердження територій територіальних громад Хмельницької області», увійшло до складу Старокостянтинівської міської громади.
19 липня 2020 року, після ліквідації Старокостянтинівського району, село увійшло до Хмельницького району.

## Населення

### Мова
Розподіл населення за рідною мовою за даними перепису 2001 року:
| Мова       | Кількість | Відсоток |
| ---------- | --------- | -------- |
| українська | 47        | 100%     |

### Довгожителі
В селі живуть дві сестри-близнючки, їм по 97 років станом на лютий 2025 року. Антоніна Білокур та Євгенія Реп’юк хоч і живуть по різних хатах, але обоє тримають пасіки.